# Ceratostylis crassipetala
Ceratostylis crassipetala är en orkidéart som beskrevs av Johannes Jacobus Smith. Ceratostylis crassipetala ingår i släktet Ceratostylis och familjen orkidéer. Inga underarter finns listade i Catalogue of Life.